# Иванов, Павел Николаевич (волейболист)
Павел Николаевич Иванов (род. 30 апреля 1964, Липецк) — советский и российский волейболист и тренер, мастер спорта России международного класса (1997). Первый игрок, выступавший за сборную России в амплуа либеро.

## Биография
Павел Иванов начинал заниматься волейболом в ДЮСШ № 2 города Липецка у тренера Аскольда Петровича Разумовского. В 1981 году дебютировал свердловском «Уралэнергомаше», а в июле 1982 года в составе молодёжной сборной СССР под руководством Юрия Фураева стал победителем чемпионата Европы в ФРГ.
Спустя 15 лет, будучи уже опытным игроком и капитаном УЭМ-«Изумруда», Павел Иванов был вызван в сборную России. Его фамилия появилась в заявке национальной команды на Мировую лигу в феврале 1997 года вскоре после того, как Международная федерация волейбола настоятельно рекомендовала использовать на турнире игроков нового волейбольного амплуа — либеро. В розыгрыше Мировой лиги Иванов принял участие в 13 матчах и помог сборной, возглавляемой Вячеславом Платоновым и Вячеславом Зайцевым, завоевать бронзовые медали.
С 1998 года, когда присутствие либеро в командах стало обязательным, Иванов начал выступать в этом амплуа и в своём клубе, который он не менял на протяжении всей игровой карьеры. В сезоне-1998/99 завоевал золото чемпионата России. В его послужном списке также есть четыре серебряные медали национальных первенств и три Кубка страны.
После завершения игровой карьеры перешёл на тренерскую работу в фарм-команду екатеринбургского «Локомотива-Изумруда». В сезоне-2005/06 ассистировал Геннадию Шипулину в белгородском «Локомотиве-Белогорье», в 2006—2008 годах был старшим тренером казанского «Динамо-Таттрансгаз», затем перешёл в краснодарское ГУВД-«Динамо». В декабре 2009 года, после того как Юрий Маричев возглавил женскую команду клуба, Иванов стал главным тренером ГУВД-«Динамо» и уверенно справился с задачей по выходу коллектива в Суперлигу. В сезоне-2010/11 вновь под руководством Маричева и Иванова краснодарское «Динамо» показало лучший результат в своей истории, заняв 4-е место в Суперлиге.
С 2011 года работал главным тренером молодёжной команды новоуренгойского «Факела». Под его руководством в сезоне-2012/13 приполярники выиграли серебряные медали первенства и Кубка Молодёжной лиги. Иванов также возглавлял сформированную на основе «Факела» сборную России возрастной категории U17, ставшую в ноябре 2011 года победителем чемпионата Восточно-Европейской волейбольной зональной ассоциации в Островце-Свентокшиском.
В сезоне-2014/15 работал главным тренером команды высшей лиги «Б» «Технолог-Белогорье» (Белгород). В 2015—2020 годах возглавлял фарм-команду «Белогорья», выступающую в Молодёжной лиге.

## Достижения

### В игровой карьере
- Чемпион России (1998/99), серебряный призёр чемпионата России (1996/97, 1997/98, 1999/00, 2000/01).
- Обладатель Кубка России (1999, 2000, 2001).
- Бронзовый призёр Кубка обладателей кубков (1998/99).
- Серебряный призёр Кубка Топ-команд (2000/01).
- Бронзовый призер Мировой лиги (1997).
- Победитель чемпионата Европы среди молодёжных команд (1982).

### В тренерской карьере
В должности главного тренера
- Серебряный призёр Молодёжной лиги России (2012/13).
- Серебряный (2013) и бронзовый (2017) призёр Кубка Молодёжной лиги.